# The Rainmaker (pel·lícula de 1956)
 The Rainmaker és una pel·lícula estatunidenca de Joseph Anthony, estrenada el 1956.

## Argument
Kansas, anys 1920. En una regió àrida per la sequera viu una família d'agricultors (el pare, dos fills i una filla). El pare i dos fills estan preocupats pel bestiar, però més encara pel caràcter de l'altra filla Lizzie, que ja no és jove i encara no ha trobat un marit. Tot i que ha estat enviada a passar algun temps a la ciutat a casa dels seus oncles, va tornar a casa sense un pretendent. El xèrif, que ha enviudat recentment, és l'únic que podia casar-s'hi, però no fa el pas per por de ser rebutjat.
Starbucks arriba a la granja a la nit, i promet la tan esperada pluja a canvi de 100 dòlars. Amb la seva interminable xerrameca i amb els seus estranys gadgets, el mag misteriós desencadena una sèrie d'esdeveniments i posa de manifest les fortaleses i debilitats dels membres de la família. Desvetlla en Lizzie una mica de coratge i una mica de feminitat, fent-la entendre que encara és una dona atractiva, i arriba fins i tot a oferir-se per dur a la noia.
Al final, ella troba l'amor en el xèrif, etern aspirant i el mag de la pluja marxarà sota un diluvi.

## Repartiment
- Katharine Hepburn: Lizzie Curry
- Burt Lancaster: Bill Starbuck/Bill Smith/Bill Harley/Tornado Johnson
- Wendell Corey: Xèrif J.S. File
- Lloyd Bridges: Noah Curry
- Earl Holliman: Jim Curry
- Cameron Prud'Homme: H.C. Curry
- Wallace Ford: Xèrif Howard Thomas
- Yvonne Lime: Snookie Maguire

## Premis i nominacions

### Premis
- 1957. Globus d'Or al millor actor secundari per Earl Holliman

### Nominacions
- 1957. Oscar a la millor actriu per Katharine Hepburn
- 1957. Oscar a la millor banda sonora per Alex North
- 1957. Globus d'Or a la millor pel·lícula dramàtica
- 1957. Globus d'Or al millor actor dramàtic per Burt Lancaster
- 1957. Globus d'Or a la millor actriu dramàtica per Katharine Hepburn
- 1958. BAFTA a la millor actriu per Katharine Hepburn